# Теремок (мультфильм, 1995)
«Теремо́к» — российский кукольный мультипликационный фильм 1995 года. Снят по мотивам русской народной сказки «Теремок». Участвовал в программе фестиваля Таруса в 1996 году. 

## Сюжет
Вольная интерпретация детской сказки глубокомысленно и красноречиво высмеивает людские пороки, такие как жадность, бестактность и меркантильность.
Медведь в камуфляжной майке ходит по лесу, собирая грибы. Огорчённый плохим сбором, он садится на бревно отдохнуть и вдруг замечает стоящий на опушке старинный буфет. Удивлённый Медведь подбегает к буфету, который называет «теремком», и, убедившись, что дома никого нет, заглядывает внутрь. Буфет оказывается полон съестных припасов, и Медведь, потеряв голову, набрасывается на еду.
Но вскоре медвежью трапезу прерывает стук в окно. В лесу живут и другие звери, которые тоже замечают теремок и хотят узнать, кто там живёт. Недовольный, что ему помешали, Медведь глядит в окно и замечает волка-балалаечника, в джинсах и хайратнике. Волк предлагает Медведю дружбу, но Медведь, отказавшись, больно тычет Волка в брюхо и, замахнувшись, велит убираться.
Вскоре по тропинке проходит Лиса. Она одета в парик, элегантное трико, «лисий» воротник и митенки, а её шею украшают коралловые бусы. При появлении Лисы звучит танго, что вкупе с обликом достаточно прозрачно намекает на лёгкое поведение и склонность к авантюрам. Присев на бревно припудрить носик, она замечает теремок и окликает хозяев. Медведь, явно поражённый её красотой, заплетающимся голосом объясняет, что хозяин он. Отвлекая оробевшего Медведя предложениями совместного проживания, Лисичка-сестричка прямо у него из под носа крадёт связку сосисок. Очнувшись, Медведь отбирает сосиски, а Лисе велит не приближаться. Лиса делает попытку исправить ситуацию, но безуспешно — Медведь прогоняет и её.
Пребывая в подавленном настроении, Медведь слышит шум за окном. Предполагая, что Лиса вернулась, он с надеждой смотрит в окно и видит, что на улице играет мячом Зайчик-попрыгайчик. Вдруг тот делает пасс в окно, попав в голову Медведю, затем предлагает попробовать и ему. Обозлённый Медведь хватает мяч и бросает им в Зайца; тот кубарем скатывается по тропинке.
Следом приходит Ёжик. Услышав стук, Медведь выбежал на улицу, желая разобраться с незваным гостем, но вместо этого наступил на Ежа, больно уколов левую лапу. Когда Ёжик представляется и предлагает Медведю жить вместе, тот в ответ с размаху, как по мячу, ударил Ежа, уколов уже правую лапу.
Не успел раненый Медведь заковылять в терем, как пришли новые гости: Мышка и Лягушка. В ответ на их приветствие Медведь враждебно тычет пальцем и замечает, что к нему «пожаловала уже целая шайка, даже банда». Те пытаются отвергать оскорбления, но потом изрекают: «Вы, батенька, хам!» и спасаются от разъярённого Медведя бегством, когда тот замахивается на них.
Свечерело. Обиженные звери ушли в чащу, чтобы коротать время у костра. Пребывая в смятении, Медведь лижет леденец. Есть ему уже не хочется, зато нашла тоска: «Даже поболтать не с кем».
Тем временем мимо теремочка пролетал Комар-пискун. Услышав жалобы Медведя на одиночество, комар присел на окошко. Взглянув на тощее брюшко Комара, Медведь предлагает ему дружбу и, получив согласие, с радостью приглашает его в теремок и закрывает ставни. Наступает ночь.
Спустя некоторое время теремок начинает ходить ходуном (очевидно, внутри происходит борьба), а округа оглашается воплями Медведя. Из разбитых стен вываливаются продукты, а тяжёлый бочонок, словно снаряд, взлетает над теремком и падает вниз, разрушая его. Из груды обломков показывается Медведь, держащийся лапой за левый глаз. Бровь его покраснела и сильно опухла, как после комариных укусов. Тут же из-под полотенчика вылетает Комар, с толстым и полным крови брюшком, прощально снимая шапку. Медведь, стоя посреди руин, воет на луну от горя.

## Создатели
| Автор сценария и кинорежиссёр | Сергей Косицын |
| Художник-постановщик          | Марина Курчевская |
| Кинооператоры                 | Игорь Дианов, Сергей Хлебников |
| Композитор                    | Нина Савичева |
| Звукооператор                 | Владимир Кутузов |
| Художник-аниматор             | Сергей Косицын |
| Роли озвучивали:              | - Ирина Муравьёва — Лиса - Людмила Гнилова — Зайчик, Мышка, Лягушка, Комар - Юрий Волынцев — Медведь - Александр Леньков — Волк, ёжик                                                                                       |
| Куклы и декорации изготовили: | Александр Максимов, Владимир Конобеев, Владимир Алисов, Олег Масаинов, Виктор Гришин, Юрий Аксёнов, Михаил Колтунов, Нина Молева, Наталия Барковская, Лилианна Лютинская, Николай Закляков, Сергей Попов, Татьяна Богданова |
| Монтажёр                      | Галина Филатова |
| Редактор                      | Наталья Абрамова |
| Директор съёмочной группы     | Алина Власова |

## Факты
- Впоследствии режиссёр снял ещё четыре мультфильма с теми же персонажами: «Сундук», «Праздник», «Грибок», «Поединок». Мультфильмы снимались на студии «Союзмультфильм» с 2000 по 2005 год.